# Maciej Ruczaj
Maciej Ruczaj (ur. 1983 w Poznaniu) – polski politolog i publicysta, ambasador RP na Słowacji (2023–2024), dyrektor Instytutu Polskiego w Pradze (2016–2023).

## Życiorys
Maciej Ruczaj ok. 1998–2000 przeprowadził się wraz z rodzicami do Pragi. Ukończył politologię i stosunki międzynarodowe na Wydziale Nauk Społecznych oraz anglistykę na Wydziale Filozoficznym Uniwersytetu Karola. Praca magisterska z anglistyki dotycząca Flanna O’Briena otrzymała nagrodę Mathesiusa (2007). W 2015 doktoryzował się na podstawie dysertacji poświęconej Patrickowi Pearse'owi.
Jako dziennikarz publikuje nt. polskiej historii, literatury i społeczeństwa w czeskich, słowackich i polskich tytułach, np. w „Lidovych novinach”, .týždeň, Echo24, „Międzynarodowym Przeglądzie Politycznym”.
Od co najmniej 2008 pracował w Instytucie Polskim w Pradze, od 2010 jako kierownik referatu programowego. Od 14 listopada 2016 do 2023 dyrektor Instytutu. Jako dyrektor Instytutu zasiadał w Czeskiej Radzie Programowej Forum Polsko-Czeskiego. 8 września 2023 został mianowany ambasadorem RP na Słowacji. Misję rozpoczął 14 października 2023. Listy uwierzytelniające na ręce prezydent Zuzany Čaputovej złożył 15 listopada 2023. Urzędowanie zakończył w lipcu 2024.
Mówi biegle po angielsku i czesku. Włada także hiszpańskim, włoskim i słowackim. Żonaty, ojciec trójki dzieci.

## Odznaczenia
- 2016 – Medal „Pro Patria”[14]
- 2022 – Medal Stulecia Odzyskanej Niepodległości[14]

## Publikacje
- Josef Mlejnek, Maciej Ruczaj (red.), Ze země Pana Nikoho. Zbigniew Herbert a Jan Zahradníček: dva básníci tváři v tvář totalitě, Praha: Dokořán, 2008, ISBN 978-80-7363-224-3.
- Ryszard Legutko, Maciej Ruczaj (red.), Ošklivost demokracie a jiné eseje, Brno: CDK, 2009, ISBN 978-80-7325-184-0.
- Maciej Ruczaj, Maciej Szymanowski (red.) Pravým okem. Antologie současného polského politického myšlení, Brno: CDK, 2010, ISBN 978-80-7325-211-3.
- Maciej Ruczaj (red.), Návrat člověka bez vlastnosti. Krize kultury v současné polské esejistice, Brno: CDK, 2010, ISBN 978-80-7325-210-6.
- Andrzej Nowak, Maciej Ruczaj (red.), Impérium a ti druzí. Eseje z moderních dějin východní Evropy, Brno: CDK, 2010, ISBN 978-80-7325-222-9.
- Maciej Ruczaj (red.), Jagellonské dědictví. Kapitoly z dějin středo-východní Evropy., Brno: CDK, 2012, ISBN 978-80-7325-274-8.
- Tadeusz Gajcy, Maciej Ruczaj (red.), Zády opřen o věčnost, Praha: MAKE detail, 2014, ISBN 978-80-905124-8-1.
- Maciej Ruczaj (red.), Chtěli jsme být svobodní… Příběhy z Varšavského povstání 1944, Ostrava: PANT, 2015, ISBN 978-80-905942-6-5.
- Petr Fiala, Maciej Ruczaj (red.), Koniec beztroski : o Europie, demokracji i polityce, jakiej nie chcemy, Kraków : Ośrodek Myśli Politycznej, 2016, ISBN 978-83-64753-54-1.